# جسد المسيح الميت في القبر (لوحة)

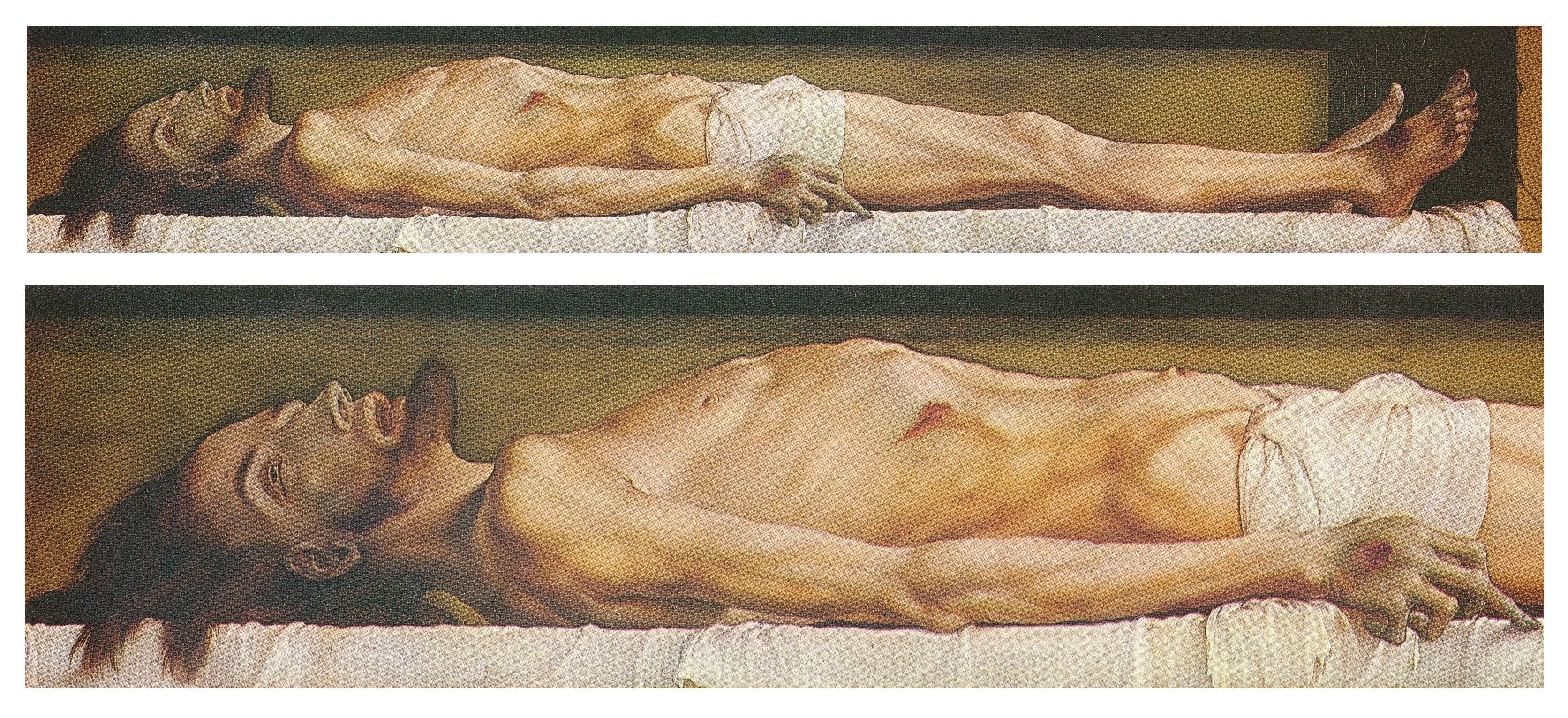
جَسدُ المَسيح المَيت في القَبرْ 30.5 سم × 200 سم. مُتحف بازِل للفُنون.

جَسدُ المَسيح المَيت في القَبرْ، هي لَوحة بريشة رَسام عَصرُ النَهضة الألماني، «هانز هولباين الأصغر». تُصَور اللوحة التي نُفِّذت حَوالي عام 1521 على لَوح مِن خَشب الزيزفون، جَسدُ المَسيح داخِل مِحراب قَبر حَجري، يصور هولباين جَسدُه المَمدد والنَحيف بِشكل غَير طَبيعي، ابن الإله المَيت بعَد أن عانى مَصير إنسان عادِي. لم تَصل اللوحة أبدًا إلى مَوقع التَثبيت المُخطط لَها نَتيجةٌ لتَدمير الأيقونات في مَدينة بازل أثناء فَترة الإصلاح البروتِستانتي. ظلت اللوحة تَحتَ مُلكية خاصة لَدى عائِلة أميرباخ، التي شَكلت مَجموعتها الفَنية فِيما بَعد أساس مُتحف بازِل للفُنون.

## الوصف
تتميز اللوحة بِشكل خاص بأبعادها الدرامية (30.5 سم × 200 سم)، وحقيقة أن وجَه المَسيح ويديه وقدميه، وكذلك الجروح في جذعه (القفص الصدري الأيمن) تم تصويرُها على أنها تابِعة لجسد مَيت في المَراحل الأولى من مَراحل التَفَسُخ. يظهر جسده طويلاً وهزيلاً بينما العينين والفم مفتوحتان.
يصور جَسد المَسيح ملقى على قطعة قماش بيضاء من الكتان، يَحمل الجَسد ثلاثة جروح ظاهرة؛ على يده وجنبه وقدميه. لون البشرة شاحب، مع لمسات خضراء رمادية على اليدين والقدمين والوجه. عند مناقشة استخدام الفنان للواقعية الثابتة، أشار مؤرخا الفن أوسكار باتشمان وباسكال جرينر إلى أن إصبع المسيح المَرفوع والممدود من المساحة التصويرية التخيلية يبدو وكأنه «يصل إلى الناظر»، بينما تبدو خصلات شعره «وكأنها تتكسر من خلال سطح اللوحة». فوق الجَسد، تحمل الملائكة الذين يحملون أدوات الآلام نقشًا مكتوبًا بالفرشاة على الورق منقوشًا باللاتينية "IESVS · NAZARENVS · REX · IVDÆORVM" (يَسوع الناصِري، مَلك اليَهود).

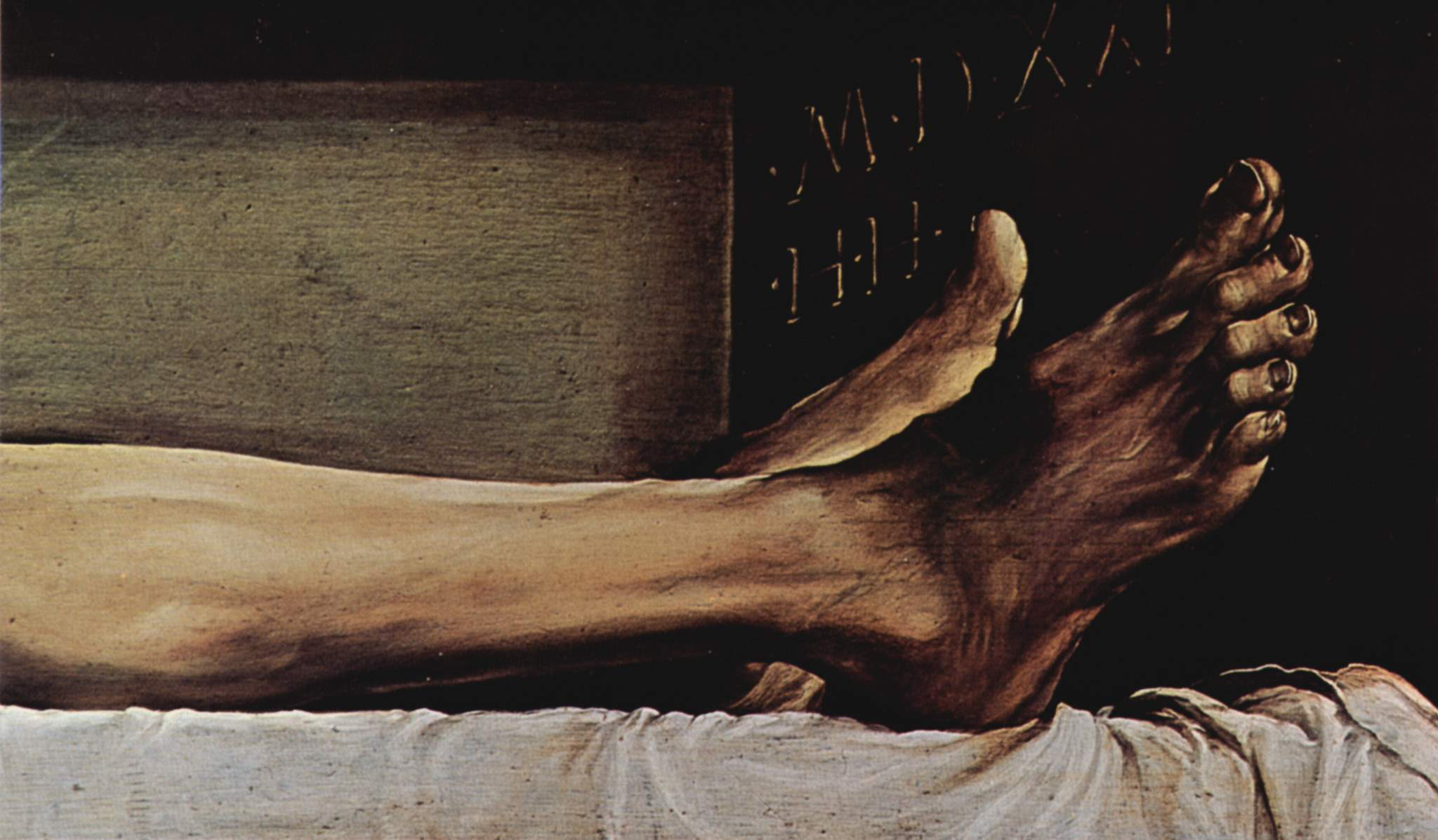
تفاصيل: القَدمان
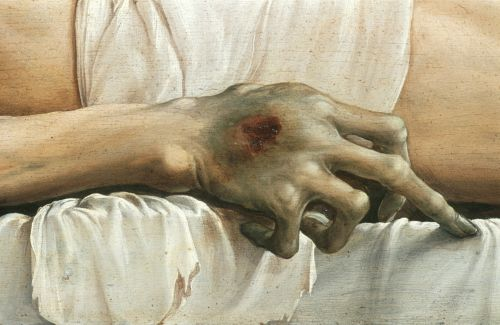
تفاصيل: اليَد
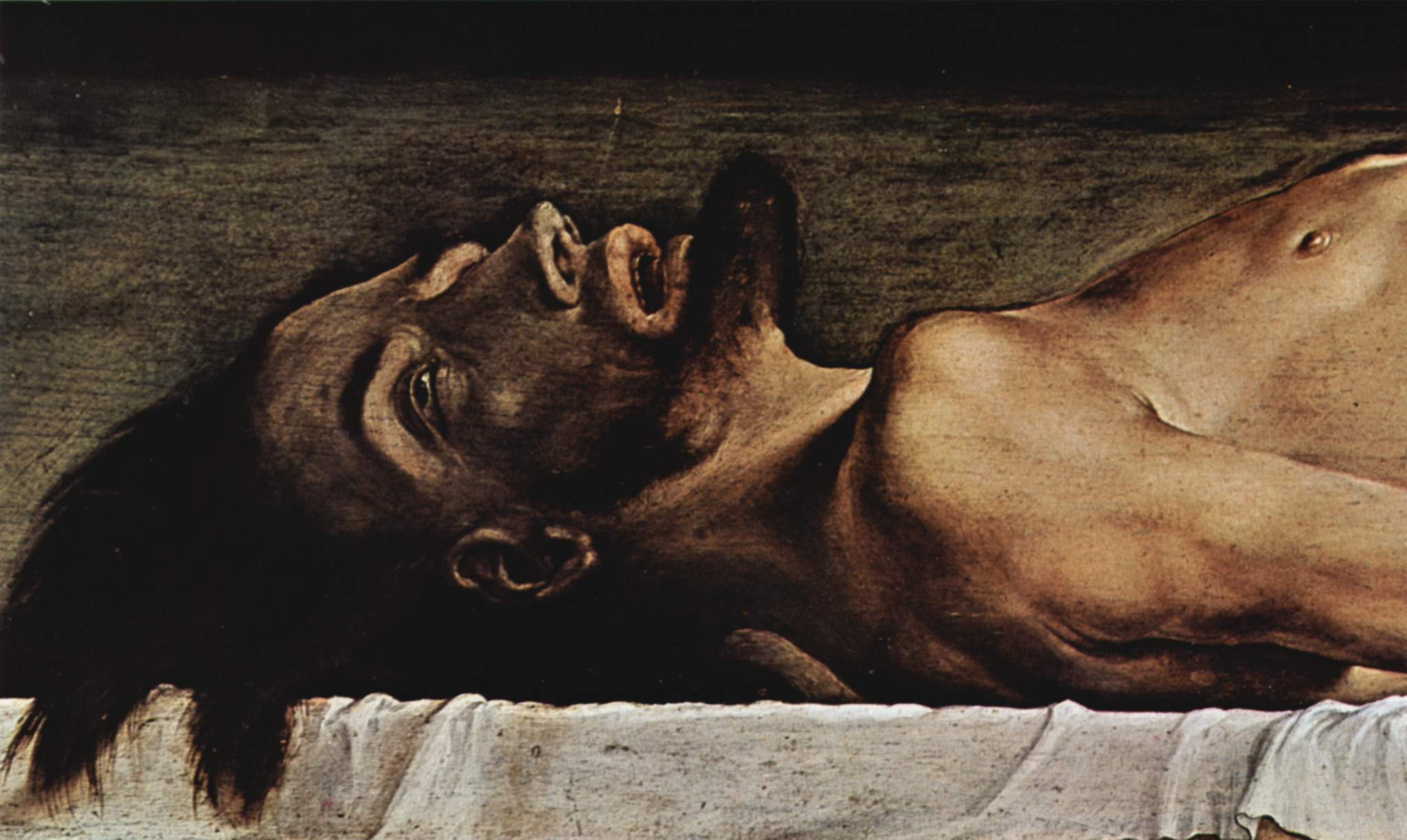
تفاصيل: الرأس

تظهر طيات قمِاش الكتان الرَقيق الذي وضعَ عليه الجَسد كما لو أن الجُثة قد وُضعت هُناك للتو، وهكذا يبدو المَشهد غير مُكتملًا بعد، وأيضًا لأن العينين لم تغلق بعد، كما لو كانت في حالة انتقالية. المَشهد مغمور في ضوء يسقط من فوق، يتناقض بشكل أساسي مع مَوضع الجَسد. تختلف الآراء حول ما إذا كان اللون الأخضر الرمادي للرأس واليدين والقدمين هو علامة على بداية التَفَسُخ أو ما إذا كان نتيجة لظلال الليل إلى حد ما، الوصف التوراتي لأنزال المَسيح من الصَليب هي أكثر دلالة على هذا الأخير، حيث دفن يسوع مُباشرة بعد الصلب في نفس اليوم.

## المَعنى

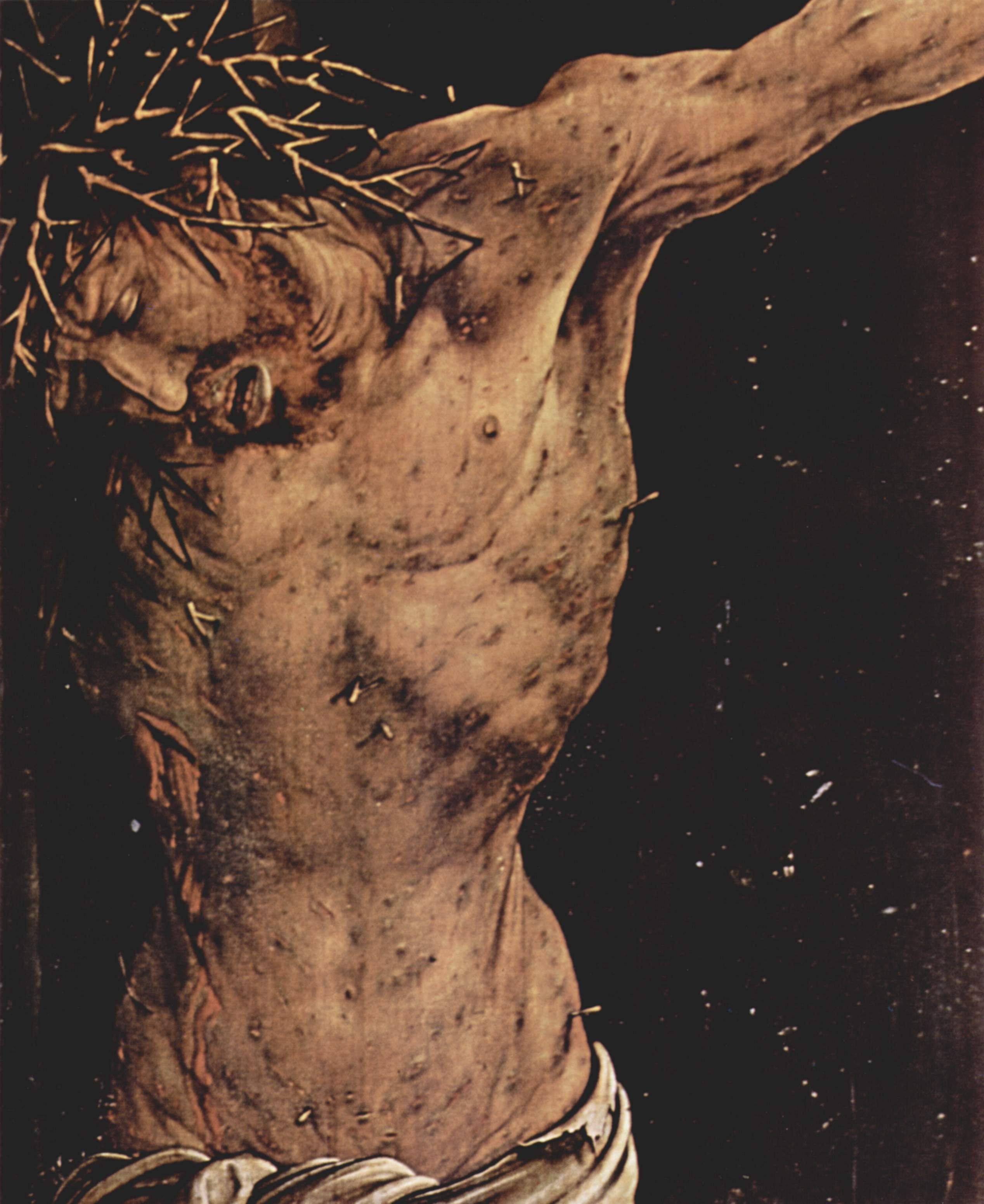
تَفاصيل صلب المَسيح، بريشة ماتياس غرونيفالت.

من الواضح أن اللوحة تُشير إلى مَرحلة مِن مَراحل آلام المَسيح، وما يرتبط بها من أمل الخَلاص. يؤكد التصوير الواقعي على تجسد المَسيح، بينما يُعطي الضوء الخارق للطبيعة تلميحًا بالقيامة. فورية المشهد المُصور، الذي يكاد يطلب من المُشاهد أن يقترب ويواجهه بيده التي تمتد إلى ما وراء حدود أللوحة، تُلامس المُشاهد عاطفياً وتجعله يُفكر في نهايته. في بداية القرن السادس عشر، من وجهة نظر الكنيسة، كانت مثل هذه التصورات، التي أثارت المُشاهد عاطفياً، تُعتبر مواتية للتقوى. في هذا الصَدد، يمكن مقارنة اللوحة بتصوير «عذاب المسيح المصلوب» في مذبح إيزنهايم بريشة ماتياس غرونيفالت، الذي تم الأنتِهاء مِنها بين عامي 1506 و 1515.

## خلق أللوحة
التاريخ الظاهر في أللوحة يُعطي 1521 سنة المنشأ. ومع ذلك، تم تغيير العام لاحقًا إلى 1522 وتم عَكس هذا التغيير بِدَوره أيضًا، على ما يبدو قام هولباين بمراجعة اللوحة وأعاد تأريخها، على الأرجح لكون العُمولة قَد أتت من ذلك العام، مِما دَفَعه إلى إعادة إدراج سنة المنشأ الأصلية.
حصل هولبين مؤخرًا على جِنسية بازل عام 1520 وأثار ضَجة هُناك مع لوحة واجهة مَنزل «زوم تانز». في وقت مبكر من عام 1519، رسم هولباين لوحة لعَميل تُصور المَسيح، محامي من مَدينة بازل، بونيفاسيوس أميرباخ، ولكن في السنوات التالية عمل بشكل أساسي كرسام مع تصميمات لاغلفة الكتب في بازل، وكذلك رَسام زُجاج. في عام 1521 تم تكليفه برسم غرف المجالس الكبيرة في قاعة مدينة بازل، وتبعتها بعد ذلك بوقت قصير في عام 1522 لقاعة سولوتورن مادونا.
وفقًا لأسطورة لا أساس لها، استخدم هولباين جُثة تم انتشالها من نهر الراين كموضوع دراسة للوحة.

## المَوقع المُخطط

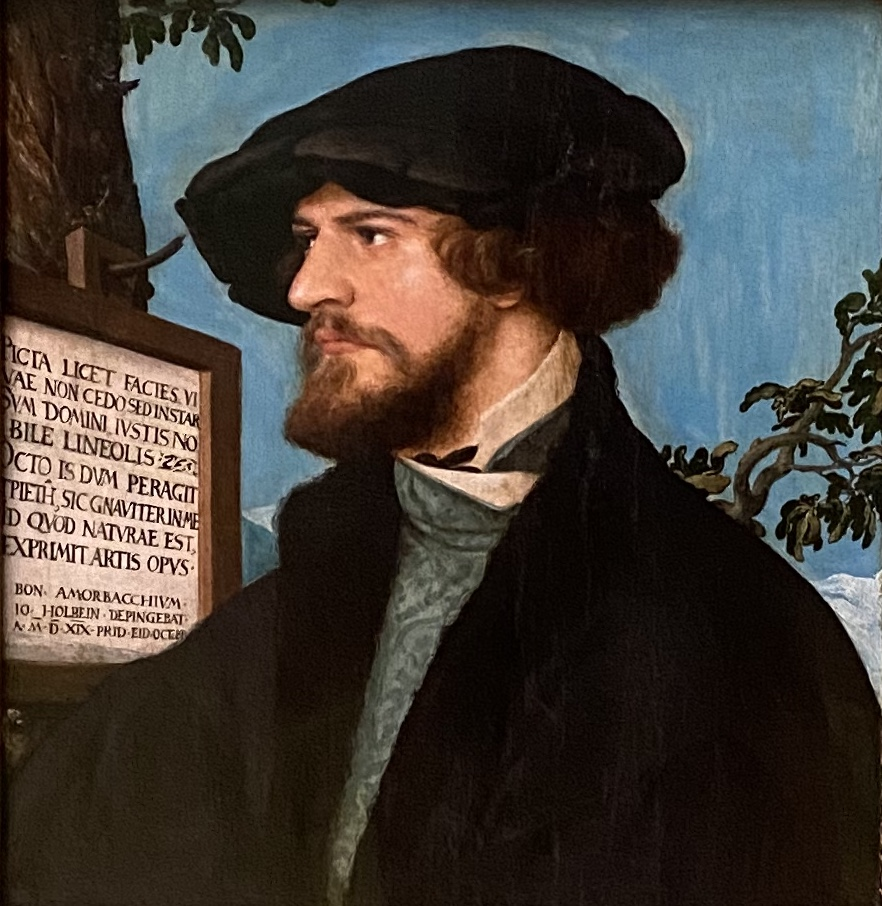
بونيفاسيوس أميرباخ، الذي يفترض بأنه كَلفَ هانز هولباين الأصغر برسم اللوحة.

من غير المَعروف المَوقع الذي كان من المُفترض أن توضع فيه اللوحة. على الرغم من أن التَصميم يشير إلى أنه كان بريديلا، إلا أنه من الصعب تخيل كيف يُمكن التوفيق بين مَنظور المُكونات الأخرى للمذبح مع تَصوير الجُثة. من المَعروف أن اللوحة كانت تَهدف إلى تَشكيل الخلفية أو الواجهة الأمامية لمكان قبر مُقدس في كنيسة، أو أنه كان من المُفترض أن يكون مذبحًا مستقلًا. تفترض الأبحاث الفَنية الحَديثة أن اللوحة كانت جزءًا من ضَريح كنيسة صغيرة مُخَصَصَة للدفن.
تُعتبر كنيسة الدفن الخاصة بعائلة أميرباخ مكانًا واضحًا لتشييدها. بدأ بونيفاسيوس أميرباخ في التَخطيط لنقش ضريح لعائلته على هذا الموقع في عام 1519 بعد أن فَقَدَ شقيقه برونو أميرباخ للطاعون. كان والده يوهانس أميرباخ، الذي توفي عام 1513، قد تبرع بالفعل بمذبح للدير ودُفن في الدير مع زوجته. بدأ بونيفاسيوس أمرباخ بتبادل الرسائل مع بيتوس رينانوس حوالي عام 1519، والذي كان سيقدم له النصح بشأن صياغة النص للوح. يبدو أن أمرباخ قد حصل بالفعل على اللوح الحجري المخطط له في هذه المرحلة الزمنية، لأن النص يبدو بأن قد تمَ تصميمُه مع وضع حَجمه وشكله في الاعتِبار.
حَقيقة أن أبعاد اللوحة تتوافق تمامًا مع أبعاد اللوح الحجري (بدون إطار)، الذي يخلد ذكرى عائلة أميرباخ هُناك، دَليل على هذا الارتباط. في التثبيت المُخطط له، يَقتَرب المشاهد من اللوحة من اليسار، في الواقع، لم يتم وضع اللوحة هناك أبدًا. لم يتم تثبيت النصب التذكاري لقبر يوهانس أمرباخ وزوجته باربرا وابنه برونو أميرباخ، بالإضافة إلى أربعة أفراد آخرين من العائلة ممن لقوا حتفهم أيضًا في هذه الأثناء، مع اللوح الحجري في الدير الصغير في تشارترهاوس حتى عام 1544، حيث لا يزال موجودًا حتى اليوم. ومع ذلك، فإن تحطيم الأيقونات في بازل أثناء فَترة الإصلاح البروتِستانتي جعل من غير الحِكمة وضع تصوير للمَسيح مصلوبًا. لذلك ظلت اللوحة في الغرف الخاصة لعائلة أميرباخ ولا يُعرف ما إذا كانت مَحفوظة هناك فقط أم أنها عُرضت أيضًا.

## الأصل

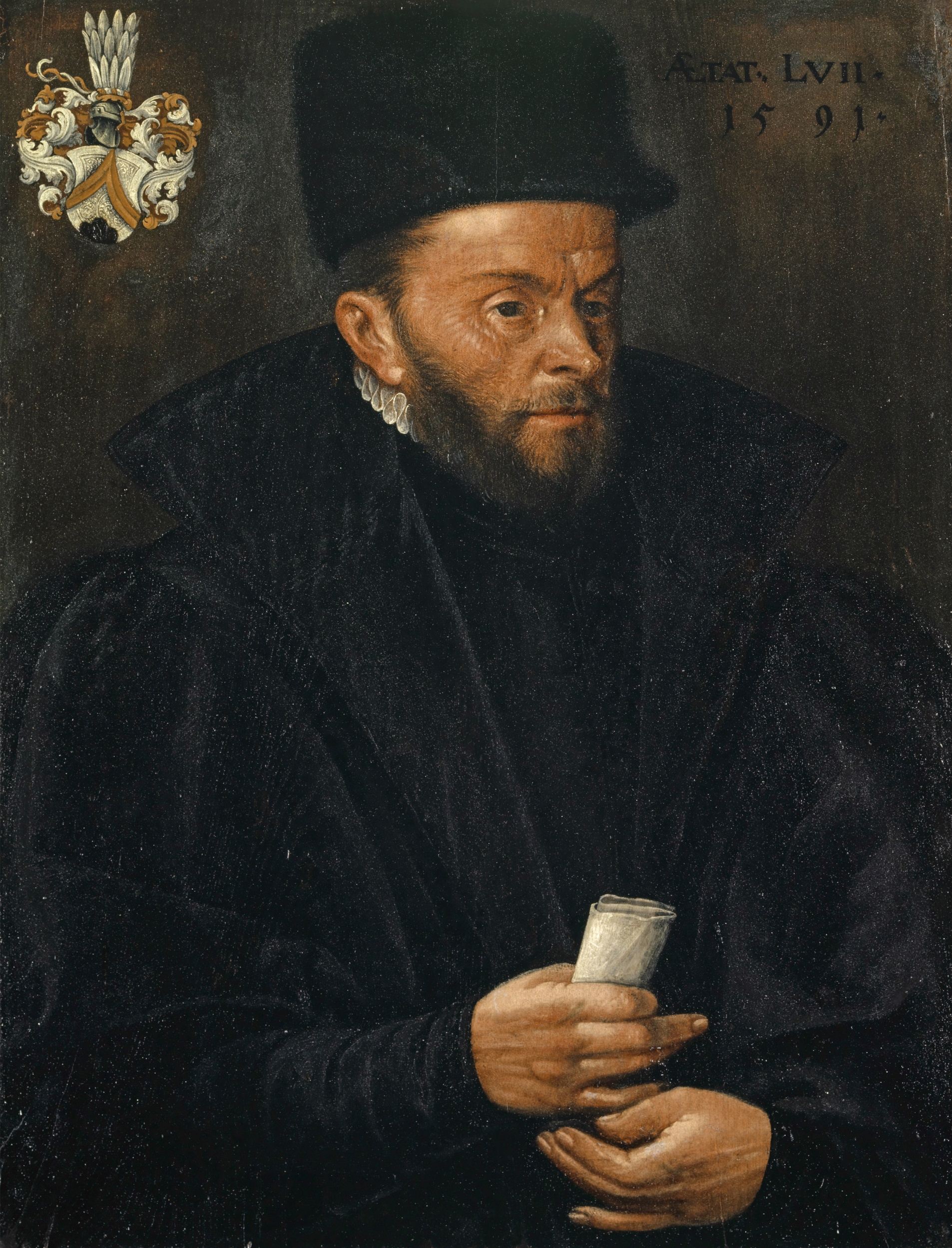
باسيليوس أمرباخ.

بقيت اللوحة في البداية تَحتَ ملكية عائلة أميرباخ، والتي اصبَحت مَجموعة خاصة من الفن والعملات والكتابات. إن حالة الحفظ الجيدة للوحة تتعارض مع الرواية التي تَقول بأنها قد وُضعت في مكان عام وأزيلت بسبب تَحطيم الأيقونات أثناء فَترة الإصلاح البروتِستانتي أو تعرضت للنقل المُتكرر. على أي حال، تم إدراج اللوحة في قائمة جرد مَجموعة باسيليوس أمرباخ في عام 1587 باسم «لوحة لمَيت بريشة هولباين». استحوذت مدينة وجامعة بازل على مَجموعة أميرباخ من العائلة في عام 1661، والتي شكلت الأساس لمكتبة الجامعة والمتاحف. اللوحة هي الآن جزء من مجموعة الفن العام وهي معروضة في متحف بازل للفنون.

## استِقبال
صَدمت اللوحة العَديد من المُشاهدين بمِزيج من السحر والانبهار واستمر تقليدُها حَتى القرن التاسِع عشر. في عام 1867، قيل إن المَشهد جعل الشاعر الروسي دوستويفسكي على شفا نوبة صَرع في مُتحف بازل للفنون، اضطرت زوجته إلى جره بعيدًا عن اللوحة. رأى دوستويفسكي في هولباين دافعًا مشابهًا لأحد اهتماماته الأدبية الرئيسية: الرغبة الورعة في مواجهة الإيمان المَسيحي بكل ما ينفيه، في هذه الحالة قوانين الطبيعة ووَقع الموت الصارخ. عالج دوستويفسكي لاحقًا المَوقِف في روايته "الأبله" عام 1869، عِندما أعلنت شَخصية الأمير ميشكين، بعد أن شاهد نسخة من اللوحة في منزل روغوزين، أن للوحة قُدرة على جعل المُشاهد يفقد إيمانه. تشارك شخصية إيبوليت تيرنتييف، وهو داعية مفُضل للإلحاد والعدمية وهو نفسه على وشك المَوت، في مُناقشة فلسفية طويلة للوحة، مدعياً أنها توضح انتصار "الطبيعة العَمياء'' على كُل شيء، بما في ذلك أجملها من الكائنات.

لا تزال الرسالة اللاهوتية للوحة ذات صِلة بالكنيسة الكاثوليكية اليوم. كتب البابا فرانسيس عن اللوحة في رسالته العامة المنشورة عام 2013:
«تُصور اللوحة بِطريقة جَذرية التأثير المُدمر للمَوت على جَسد الَمسيح. ومع ذلك فإن الإيمان بالتحديد في التفكير في مَوت يسوع هو تقوى، وتُلقى نورًا ساطعًا عندما ثبت أنه إيمان بمحبة يسوع التي لا تتزعزع، قادر على إنقاذنا. في هذا الحُب الذي لم يبتعد عن المَوت لإظهار مدى مَحبته لي، يمكن للمرء أن يؤمن؛ إن شموليته لا يرقى إليها الشك ويتيح لنا أن نوكل أنفسنا بالكامل إلى المسيح».
أدرجت المُنظرة الأدبية جوليا كريستيفا التَحليل النفسي للرسم في كتابها «الشمس السوداء: الحُزن والكآبة». تتساءل «هل يتركنا هولباين، لأن المَسيح، للحظة، تخيلَ نفسه مَهجورًا؟» «أم أنه، على العكس من ذلك، يدعونا إلى تغيير القبر المسيحى إلى قبر حي، للمشاركة في الموت المصبوغ ومن ثم إدراجه في حياتنا، لنتعايش معه ونجعله يعيش؟».
وصف الناقِد الفني ميشيل أونفراي تأثير العين المفتوحة والفم بأنه يعطي انطباعًا بأن «المُشاهد يرى المسيح يرى: قد يدرك أيضًا ما يخبئه الموت، لأنه يحدق في السماء، بينما روحه هي ربما هناك بالفعل. لم يتحمل أحد عناء إغلاق فمه وعينيه. وإلا يريد هولباين أن يخبرنا أنه، حتى في الموت، لا يزال المسيح ينظر ويتحدث».

## مَعرض

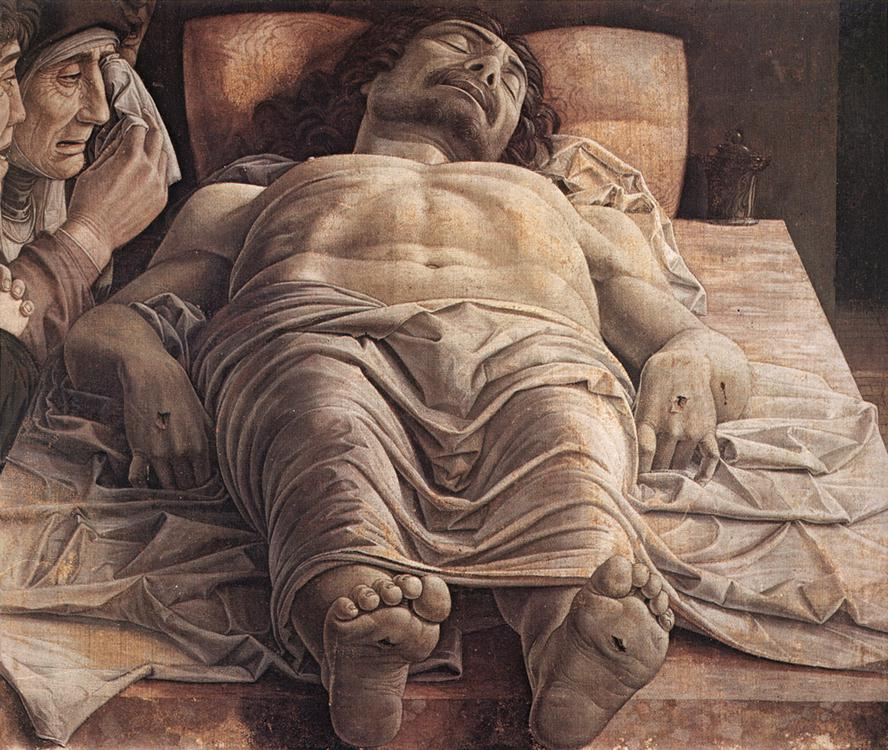
أندريا مانتينيا
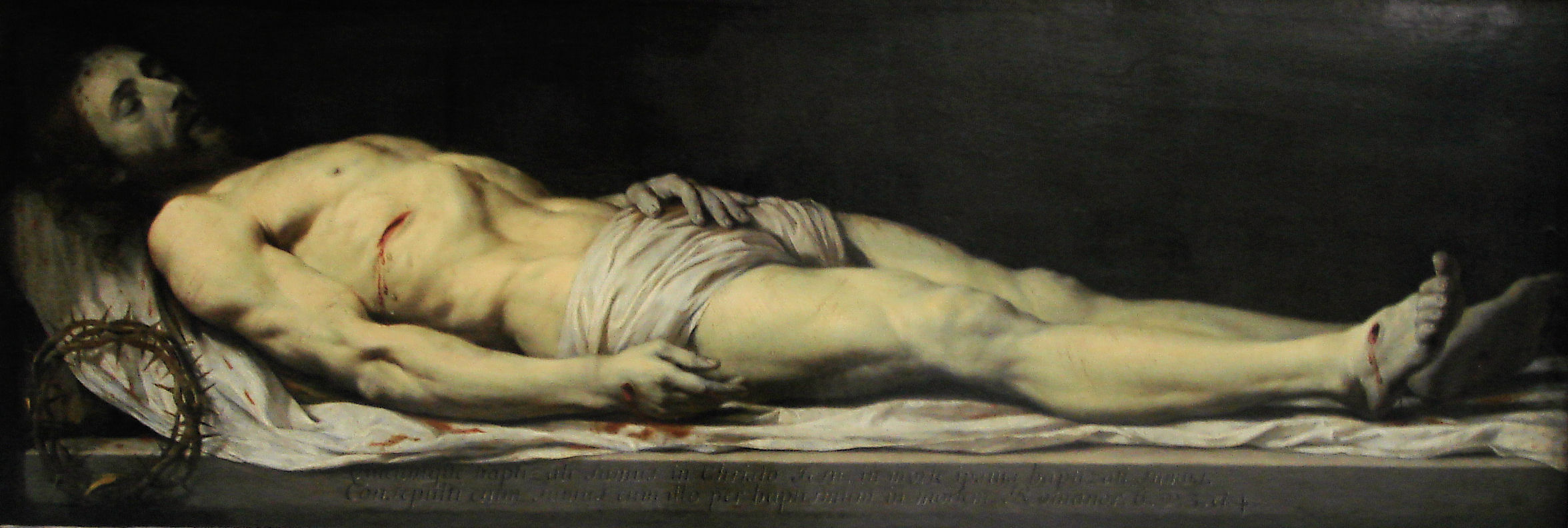
فيليب دي شامبين
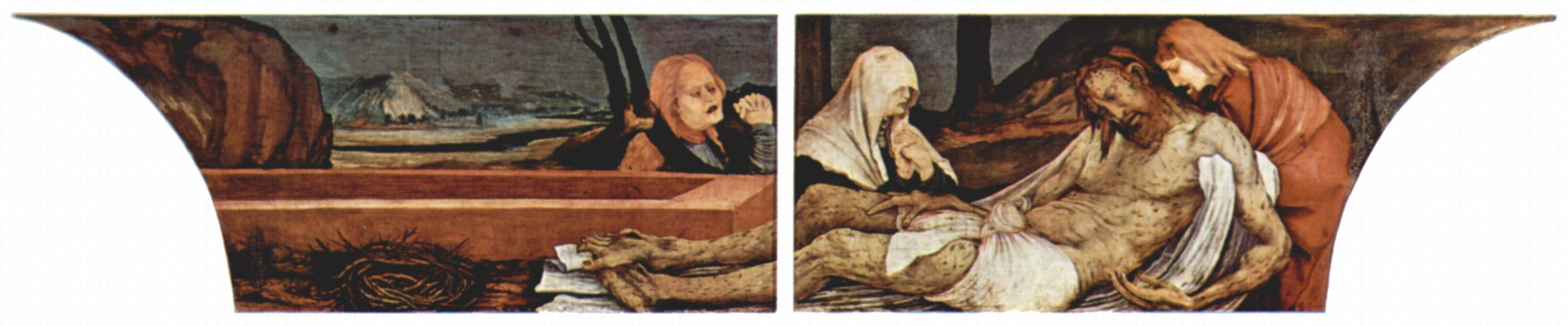
ماتياس غرونيفالت

## المَراجع
1. ↑  "Make Lists, Not War" (بالإنجليزية). Retrieved يونيو 2020. {{استشهاد ويب}}: تحقق من التاريخ في: |access-date= (help)
2. ↑  "Make Lists, Not War" (بالإنجليزية).
3. 1 2 3  Onfray, Michel. "The Body of the Dead Christ in the Tomb (1521) نسخة محفوظة 2009-05-13 على موقع واي باك مشين.". Tate Etc., 2006. Retrieved on May 4, 2009.
4. 1 2 3 4 5 6 7 8 9  "Hans Holbein d. J. – Die Jahre in Basel", Ausstellungskatalog (بالألمانية), München: Prestel, pp. insb. 257–259
5. 1 2  Bätschmann & Griener, 88
6. 1 2 3 4 5 6 7  Christian Müller, "Holbeins Gemälde „Der Leichnam Christi im Grabe" und die Grabkapelle der Familie Amerbach in der Basler Kartause", Zeitschrift für schweizerische Archäologie und Kunstgeschichte (بالألمانية), vol. 58, pp. 279–289
7. ↑  "The Body of the Dead Christ in the Tomb". معرض الويب للفن. Retrieved on May 4, 2009. نسخة محفوظة 2021-04-11 على موقع واي باك مشين.
8. 1 2 3 4  Oskar Bätschmann / Pascal Griener, Hans Holbein (بالألمانية), Köln: DuMont, pp. 88 ff
9. ↑  Fassadenmalerei am Haus zum Tanz bei sandrart.net نسخة محفوظة 2016-11-18 على موقع واي باك مشين.
10. ↑  so z. B. Andreas Cratander، Johann Froben، آدم بيتري [الإنجليزية]
11. ↑  "Web Gallery of Art, searchable fine arts image database". www.wga.hu. اطلع عليه بتاريخ 2016-02-28.
12. ↑  "Bürgerliches Waisenhaus Basel | Kreuzgang". www.waisenhaus-basel.ch. اطلع عليه بتاريخ 2016-02-28.
13. ↑  "Kunstmuseum Basel | Kunstmuseum Basel | Geschichte". www.kunstmuseumbasel.ch. اطلع عليه بتاريخ 2016-02-28. "نسخة مؤرشفة". مؤرشف من الأصل في 2016-02-28. اطلع عليه بتاريخ 2022-04-18.
14. ↑  Bätschmann & Griener, 89.
15. ↑  Frank، Joseph (2010). Dostoevsky: A Writer in His Time. Princeton University Press. ص. 550. مؤرشف من الأصل في 2021-09-08.
16. ↑  Meyers, 136–147.
17. ↑  Dostoevsky، Fyodor (2004). The Idiot. Penguin Books. ص. 475–477.
18. ↑  Frank, Joseph (2010). Dostoevsky: A Writer in His Time, Princeton University Press, p. 550.
19. ↑  "Lumen fidei (29. Juni 2013) | Franziskus". w2.vatican.va. اطلع عليه بتاريخ 2016-02-28.
20. ↑  Kristeva, Julia (1989). p. 113.